# Marskalkstav

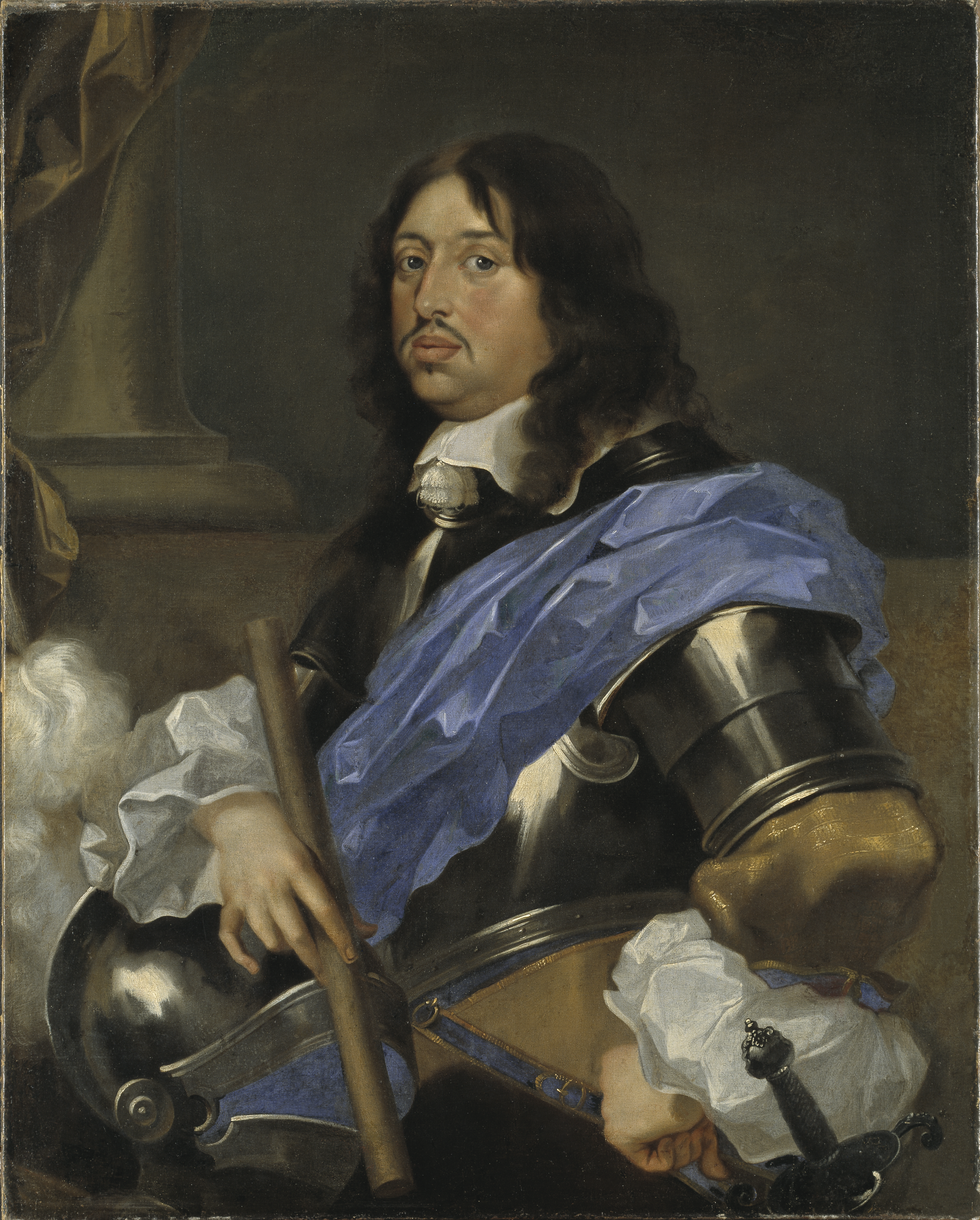
Kung Karl X Gustav med marskalkstav.

Marskalkstav, även marskalksstav, kallas den stav som är värdighetstecknet för en marskalk.
För en fältmarskalk fungerar staven som en gradbeteckning; den är ofta kort nog för att lätt kunna bäras och göra honnör med staven i hand. Vid högtidstillfällen kan marskalken ha en stav som är manslång, som han skall kunna dunka i golvet för att påkalla de församlades uppmärksamhet.
Ibland porträtteras kungliga personer med marskalkstav snarare än med de kungliga attributen. Staven avser då att framhäva personens militära bedrifter.

## Bilder

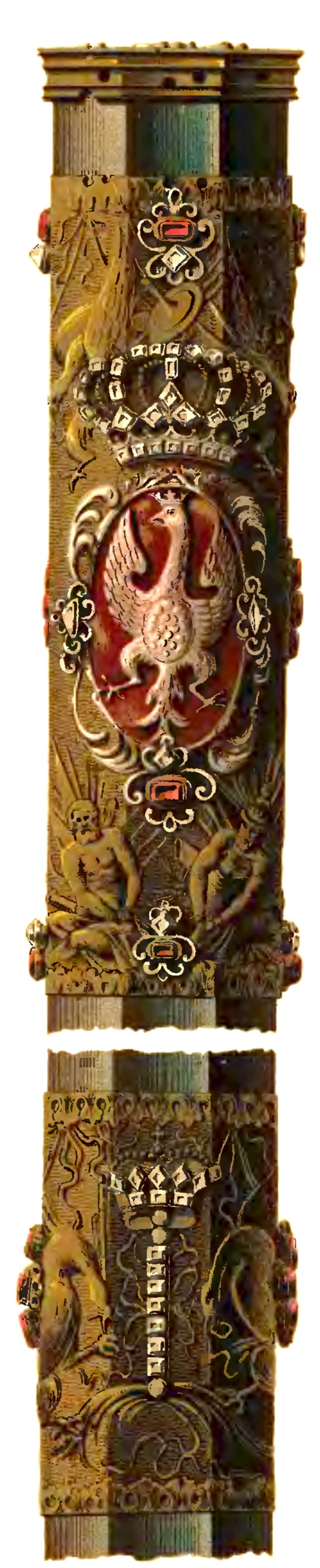
Stav för den polska kronans stormarskalk, 1600-talet.
Napoleonsk marskalkstav.
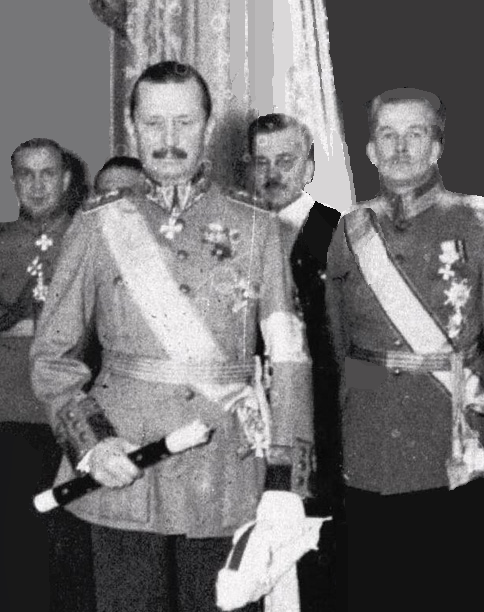
Fältmarskalk Gustaf Mannerheim med sin marskalkstav 1933.
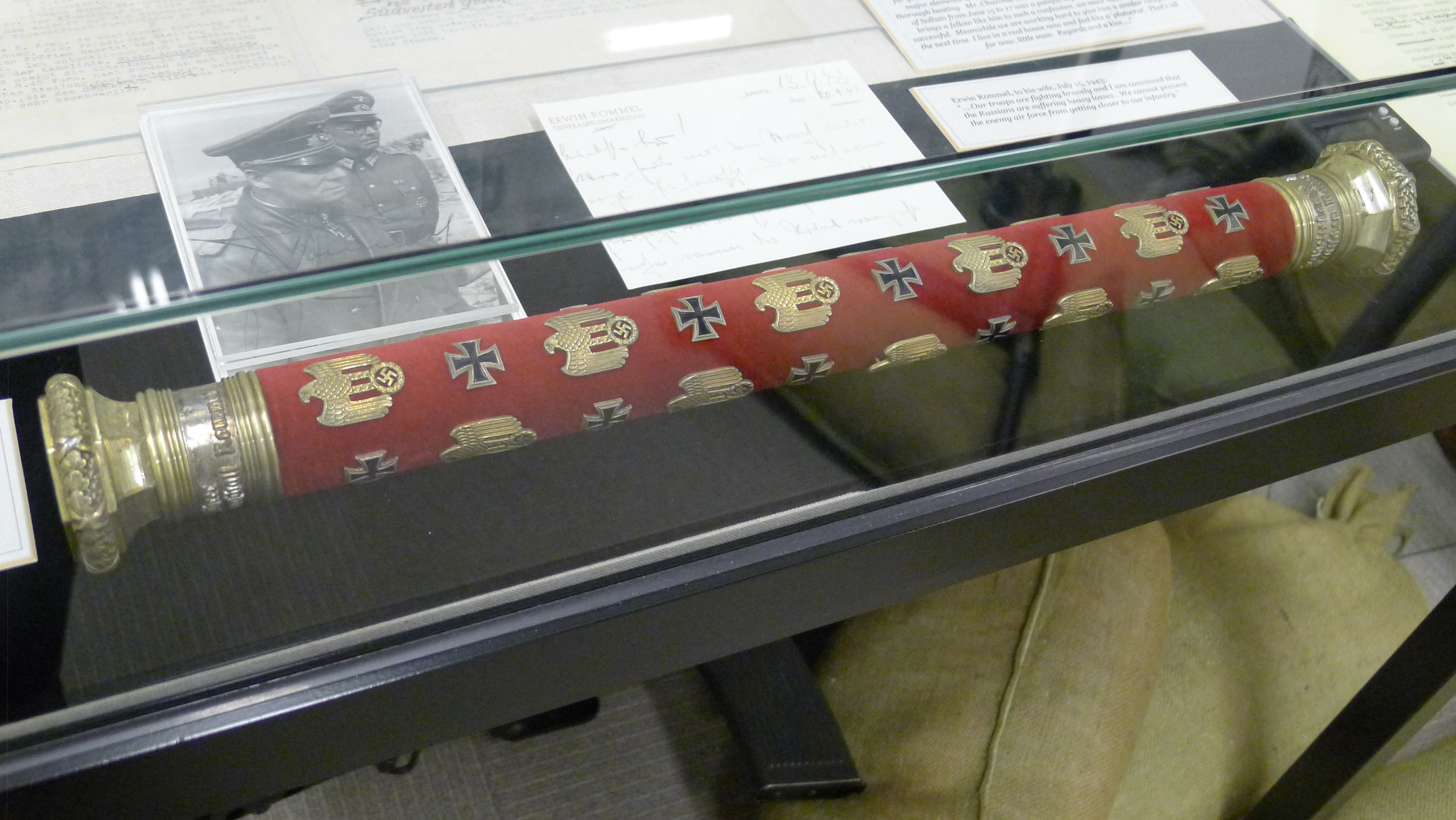
Kopia av fältmarskalk Erwin Rommels marskalkstav.